# 중앙정부
중앙정부(中央政府, 영어: Central Government)는 국가를 계층별로 나눌 때, 국가 자체에 대한 정부를 말한다. 국가 자체뿐 아니라 지방의 사무를 관장하는 국가도 있다.

## 중앙인민정부
중앙인민정부(中央人民政府, central people's government)는 인민공화국 등에서 사용되는 명칭이다. 의미는 중앙 정부와 같다.

## 같이 보기
- 정부
- 지방정부
- 연방정부
- 중앙집권
- 지방분권